# المسيحية في سلوفاكيا

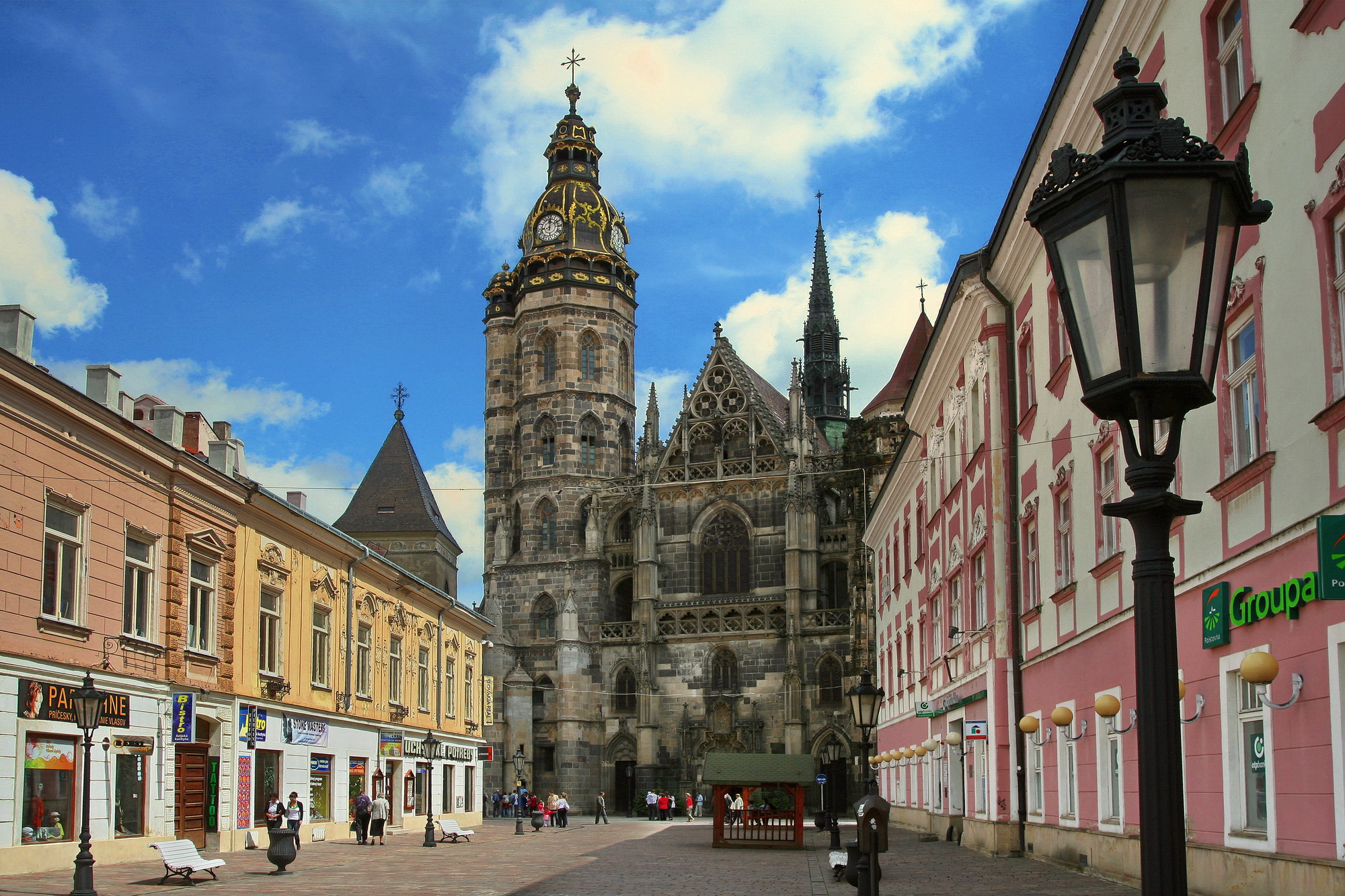
كاتدرائية القديسة اليزابيث في مدينة كوشيتسه.

المسيحية في سلوفاكيا هي الديانة الرئيسية (75.9%) وتعتبر الكنيسة الرومانية الكاثوليكية أكبر المذاهب الدينية في سلوفاكيا، ويعتنقها 62.0% من مجمل السكان حسب التعداد السكاني لعام 2011. في حين تبلغ نسبة اللوثريين 5.9% والكاثوليك الشرقيين 3.8% والكالفينيين 1.8%. يوفر الكونكوردات مع الكرسي الرسولي الإطار القانوني للعلاقات بين الحكومة والكنيسة الكاثوليكية المحلية والكرسي الرسولي. هناك نتيجة طبيعية تغطي عمل المدارس الدينية الكاثوليكية، وتعليم التربية الدينية الكاثوليكية كموضوع في المدارس الحكومية، والكهنة الكاثوليك الذين يخدمون كقساوسة عسكريين.
تعود بدايات تاريخ المسيحية في سلوفاكيا على الأرجح إلى الفترة التي أعقبت انهيار إمبراطورية آفار أوراسيا في نهاية القرن الثامن. وشهد النصف الثاني من القرن التاسع ازدهار الأول للثقافة المسيحية في الأراضي ما تشكل الآن سلوفاكيا حيث كان تأثير المسيحية على الثقافة المحليّة ذو أثر هام مع وضع القديسين كيرلس وميثوديوس الأبجدية الكيريلية. تلقت الكنيسة الكاثوليكية الدعم من ملوك آل هابسبورغ حماة المذهب الكاثوليكي، ومع انتشار حركات الإصلاح البروتستانتي قامت الكنيسة الكاثوليكيَّة بالإصلاح المضاد، ووصل اليسوعيين إلى البلاد ولعبوا دورًا برفع مستوى التعليم في البلاد.
خلال القرن العشرين عانت الكنائس من حملات اضطهاد خلال فترة الحكم الشيوعي وسياسة إلحاد الدولة، لكن شهدت سلوفاكيا بعد سقوط الإتحاد السوفياتي وأستقلالها صحوة دينية كبرى. وعلى خلاف الشعب التشيكي الذي استم تاريخيًّا بالتسامح ولا مبالاة تجاه الدين، يعتبر السلوفاك أكثر تدينًا.

## تاريخ

### العصور المبكرة

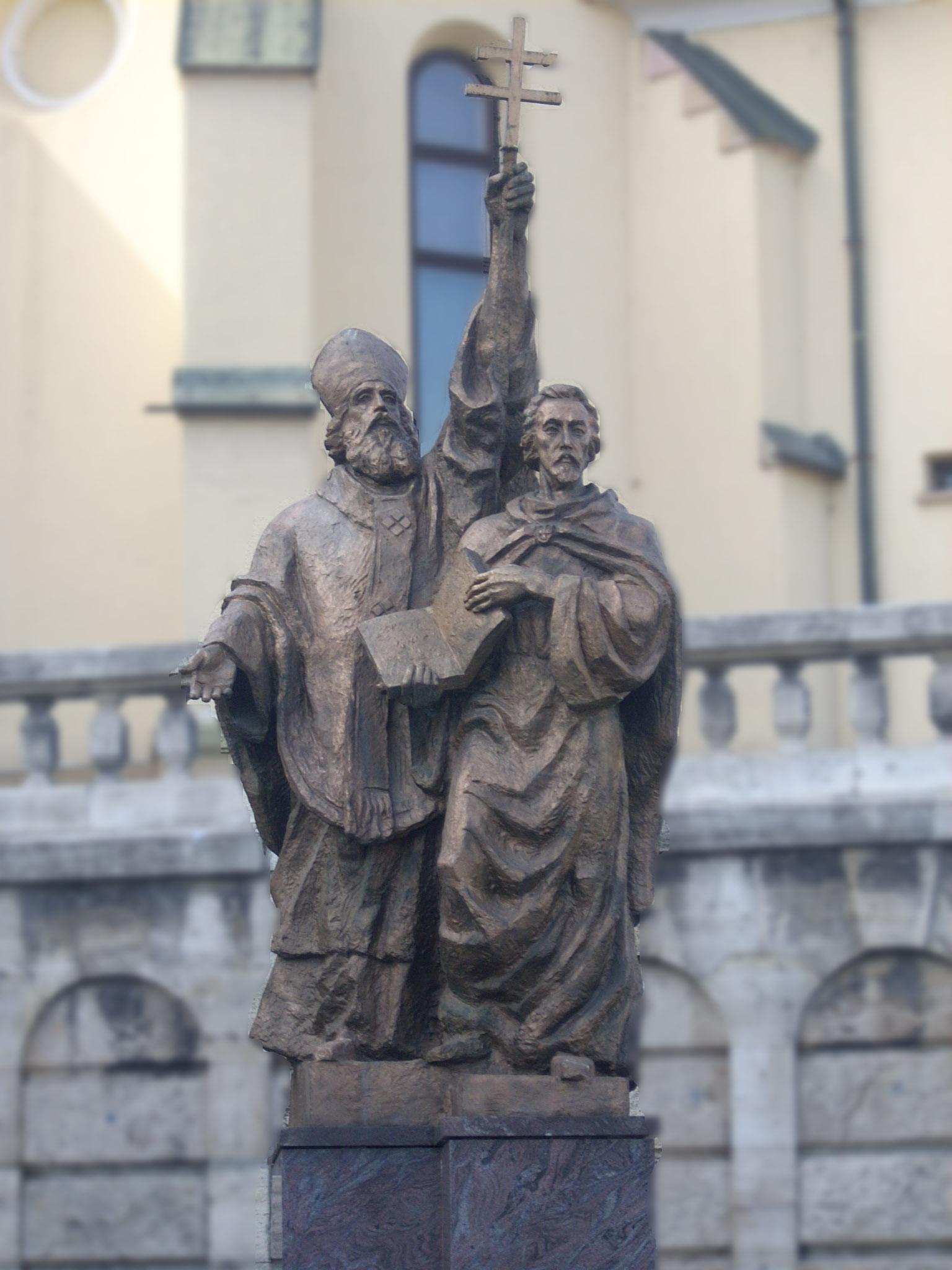
تمثال كيرلس وميثوديوس في مدينة جيلينا.

تعود بدايات تاريخ المسيحية في سلوفاكيا على الأرجح إلى الفترة التي أعقبت انهيار إمبراطورية آفار أوراسيا في نهاية القرن الثامن. وقد دخلت الإمارات السلافيَّة في الأراضي التي كانت حتى ذلك الوقت تحت سيطرة آفار أوراسيا إلى الديانة المسيحية، فضلًا عن حكامهم الذين كانوا مستعدين لقبول المسيحية. أقيمت أول كنيسة مسيحية اقيمت في الأراضي السلافية في مدينة نيترا في عام 830. وقد تم تكريس الكنيسة من قبل بريبينا الذي حكم البلدة كأمير، ويعتبر أول حاكم معروف لمورافيا بين السنوات 830 حتى 846. وهكذا قد يكون بريبينا أول حاكم سلافي تحول للمسيحية. ظل الإطار المؤسسي للمسيحية غير مستقر. ووصل الكهنة إلى مورافيا من إمبراطورية الفرنجة ومن إيطاليا ومن دالماتيا، وقاموا بدراسة أوضاع البلاد الدينيَّة وفقًا لعاداتهم الخاصة. حيث قاموا بالاحتفال بالأعياد والأصوام بشكل مختلف، وقاموا بتعديل شؤون الزواج بشكل مختلف. وعلاوة على ذلك، يبدو أن أعمال المبشرين قد تراجعت إلى حد ما، خاصًة بعد أن عانى هارتويج أسقف باساو من السكتة الدماغية.
قام راستسلاف بخلافة خلف الملك مجمر الأول، وطلب من البابا نيكولا الأول إرسال المبشرين الذين كانوا على دراية باللغة السلافية. بعد أن لم يحقق أي نجاح، في عام 862 طلب روستيسلاف أمير مورافيا العظمى من القسطنطينية إرسال مجموعة من المبشرين، فأرسل الإمبراطور ميخائيل الثالث والبطريرك فوتيوس الأخوان كيرلس وميثوديوس. وفي عام 863 بدأ عملهما بين السلاف مستعملين اللغة السلافية في الصلاة والليتورجيا، وقاما بترجمة الكتاب المقدس إلى اللغة التي عرفت لاحقًا باسم اللغة السلافية الكنسية القديمة، وقاموا بابتكار الأبجدية السلافية المبنية أساسًا على طابع الحرف اليوناني والتي لا تزال تستعمل بشكلها السيريلي النهائي في الأبجدية المعاصرة في اللغة الروسية وفي مجموعة من اللغات السلافية الأخرى. ثم شرع في الترجمة الأولى للنص المسيحي، بداية بإنجيل يوحنا، إلى اللغة السلافونية الكنسيَّة القديمة. شهد النصف الثاني من القرن التاسع ازدهار الأول للثقافة المسيحية في الأراضي ما تشكل الآن سلوفاكيا حيث كان تأثير المسيحية على الثقافة المحليّة ذو أثر هام مع وضع القديسين كيرلس وميثوديوس الأبجدية الكيريلية. وقد قاموا بترجمة النصوص المقدسة والطقسيَّة، وأدخلت اللغة سلافونية كنسية قديمة في القداس. وأستخدامت هذه اللغة لترجمة الكتاب المقدس وغيرها من النصوص الكنسية الإغريقية القديمة باعتبارها جزءًا من تنصير السلاف.

### القرون الوسطى

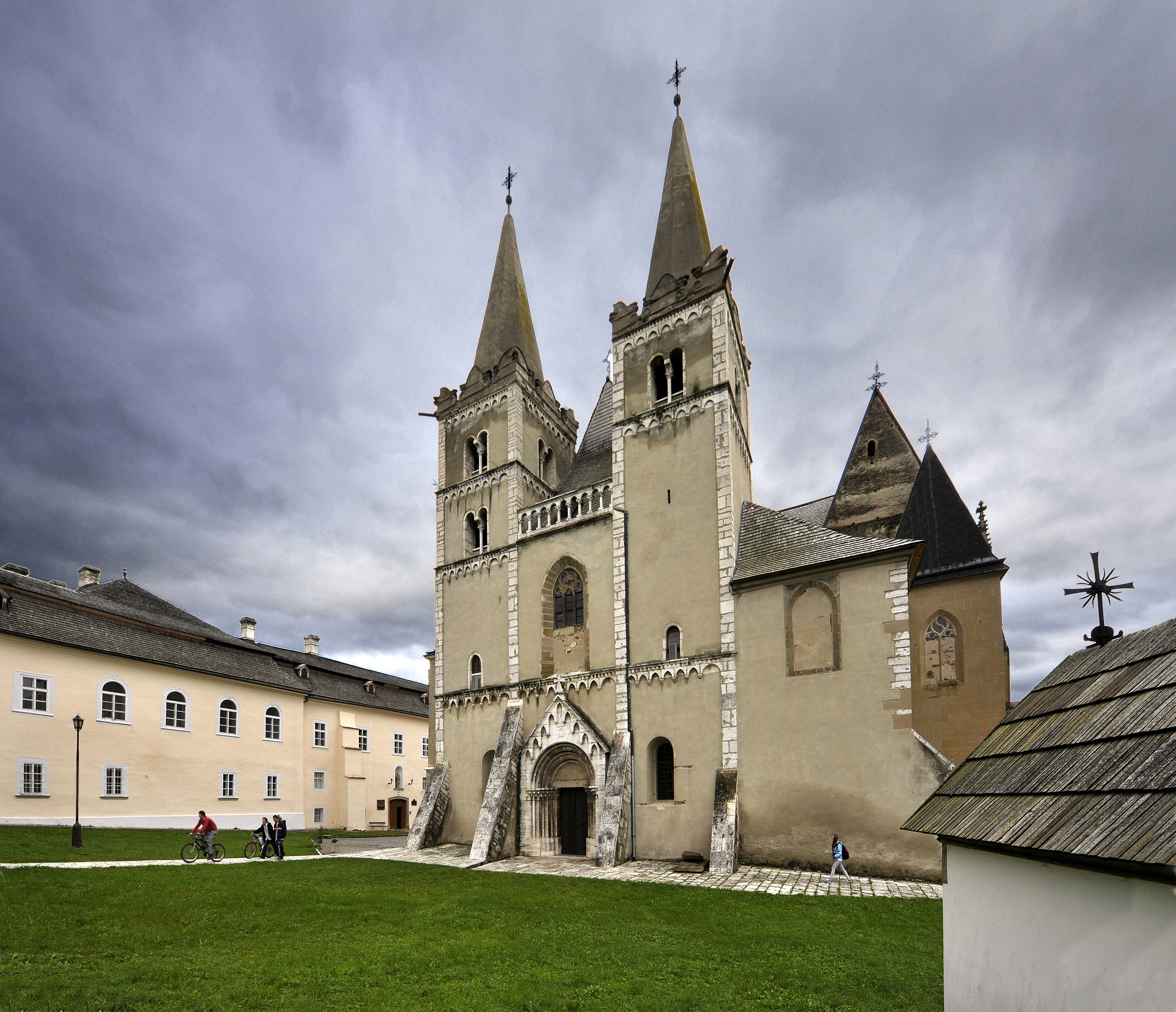
دير سبيشسكه كابيتولا في سبيشسكه بودهرايده، وكان من المراكز الثقافيَّة في سلوفاكيا القرطوسيَّة.

شهد تنصّر ستيفين الأول ملك المجر مرحلة تاريخيَّة هامة لدول أوروبا الوسطى، حيث يعتبر أول ملك للمجر (1000-1038). وقد عمل على نشر وترسيخ المسيحية بشكل كبير في المجر، سلوفاكيا، ترانسيلفانيا، كرواتيا وشمال صربيا. وتم إنشاء ثلاثة من الأبرشيات الرومانيَّة الكاثوليكيَّة، وأنشأت العديد من الأديرة والمؤسسات الكنسيَّة المختلفة في العصور الوسطى. في القرون الوسطى كانت الكنيسة تمتلك العديد من المسؤوليات التي يفترض أن تتحملها سلطات الدولة على سبيل المثال، أدارت الكنيسة شبكة واسعة من المدارس والمؤسسات الاجتماعية المختلفة.
وضمت مملكة المجر المناطق الحالية للمجر وسلوفاكيا وترانسيلفانيا وكرواتيا وشمال صربيا وأصبحت أمبراطورية يوم عيد الميلاد لسنة 1000. وبالتالي ساعد ملوك هنغاريا كثيرًا البابوية في جهودها الرامية إلى توسيع حدود الكاثوليكية بشن الحروب ضد الوثنييين. وبرزت أهمية الكنيسة الكاثوليكية في العصور الوسطى ممثلة بتأثيرها على المجتمع إذ أدارت الكنيسة المدارس والمستشفيات، وشارك الأساقفة في كل من التشريع والإدارة العامة والوظائف القضائية، وتم تمويل هذه الأنشطة عن طريق العشور.
قام لاديسلاوس الأول ملك المجر بتأسيس عدد الأديرة والتي تحولت لاحقًا إلى مراكز ثقافيَّة وتعليميَّة، وتم تنظيم الهيئات الكنسيَّة التي تتمحور حول الكاتدرائيات وتتألف من الشرائع التي ساعدت الأساقفة في إدارة أبرشياتهم في المدن الكبرى. وأقرب مثال هو الهيئة الجماعية الذي أنشأت في براتيسلافا في حوالي عام 1100. أدارت العديد من الأديرة المدارس الرهبانيَّة منها على سبيل المثال دير البينديكتين في كراسنا والتي أصبحت مركزًا ثقافيًا هاماً. وأدّت المؤسسات الكنسية مهمة إصدار ونسخ وتأكيد الوثائق، وتفتيش نقل الملكية. في بداية القرن الثاني عشر، وصلت عدد من الرهبانيات الجديدة إلى البلاد. وأقيم دير السيسترسيين في ليبوفنيك في عام 1141، وفي شتيافنيك في عام 1223، كما وأقيم دير للراهبات السيسترسيات في براتيسلافا في عام 1235. استقر الدومينيكان في كوشيتسه في النصف الأول من القرن الثالث عشر، بينما أستقر الفرنسيسكان في كوشيتسه، وفي نيترا وفي ترنافا قبل عام 1241. وكرس الرهبان أنفسهم للوعظ والتدريس، واستقروا في المقام الأول في المدن، وكانوا نشطين خصوصًا بين الفقراء.

### عصر الإصلاح البروتستانتي

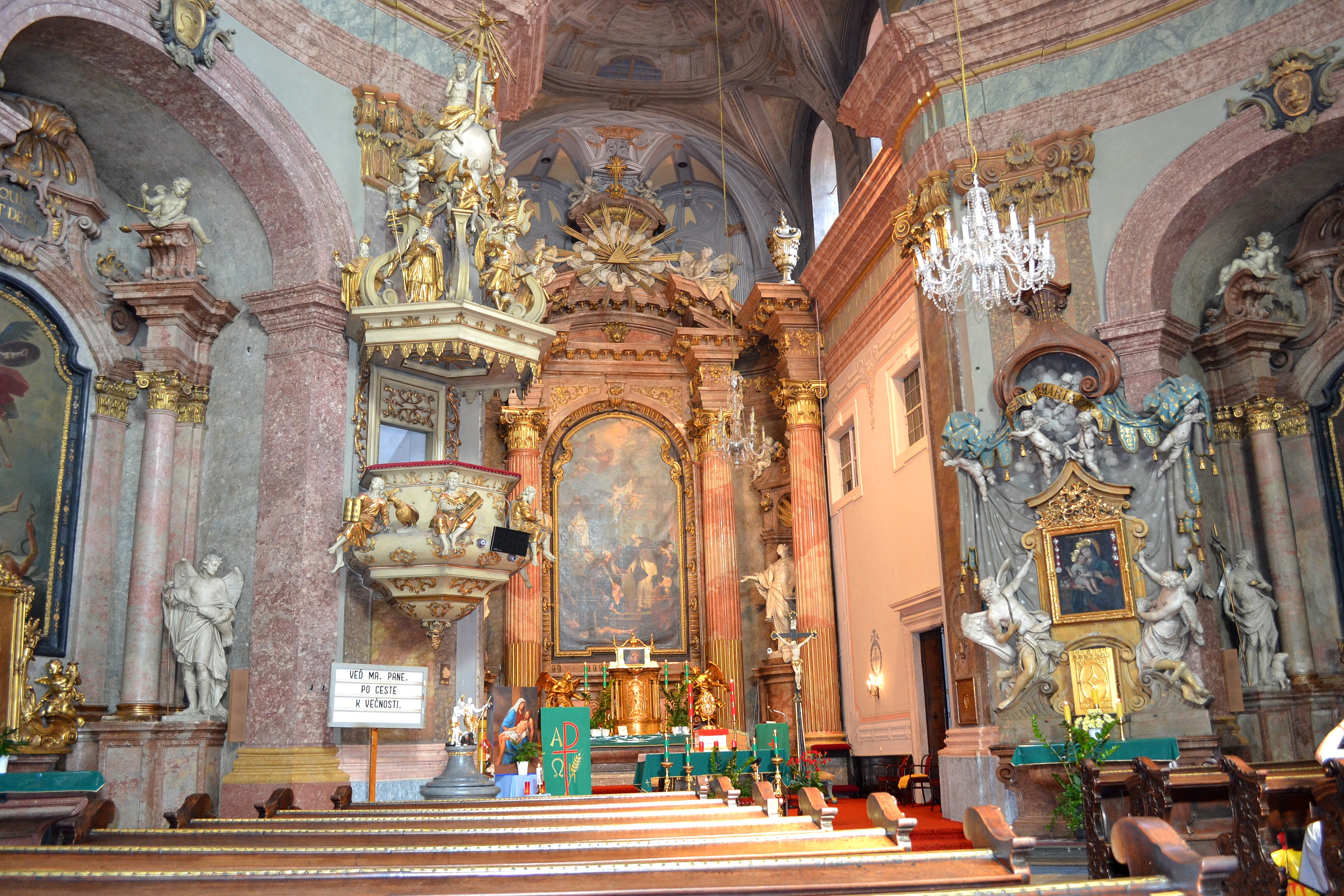
كاتدرائيَّة الثالوث في مدينة براتيسلافا.

انتشرت أفكار الإصلاح البروتستانتي من ألمانيا إلى مملكة المجر. ووفقًا لذلك، كانت المدن في الكاربات الشمالية، أول المستقبلين لأفكار مارتن لوثر. وبالتالي ضمت سلوفاكيا عدد من الحركات الأولى للإصلاح الكنسي. وكشفت عن العديد من الآثار لحركة الولدينيسية في القرن الرابع عشر. على الرغم من أن سيطرة الهوسيون على أجزاء كبيرة من سلوفاكيا في منتصف القرن الخامس عشر، الا أنهم لم يجذبوا العديد من المؤيدين. إنتشرت أفكار الإصلاح البروتستانتي في القرن السادس عشر أولاً بين السكان الناطقين بالألمانية في المدن، ولكن في منتصف القرن تحول العديد من السلوفاك أيضًا إلى المذهب اللوثري البروتستانتي. في المقابل، تحول جزءًا كبيرًا من المجريين إلى اللاهوت الأكثر راديكالية في البروتستانتية وهو المذهب الكالفيني. وبحلول عقد 1570، كان هناك حوالي 900 رعية بروتستانتية في سلوفاكيا. في المدن كانت الكنائس اللوثرية منقسمة بين أبرشيات ألمانية وسلوفاكية منفصلة، ولكل منها كنائسها وسجلاتها المعمودية، وغالبًا مقابرها الخاصة بها. واستخدم القساوسة اللغة السلوفاكية خلال القداس، وتمت ترجمة الكتاب المقدس إلى اللغات المحليَّة في ستة مجلدات بين عام 1579 وعام 1593.
تلقت الكنيسة الكاثوليكية الدعم من ملوك آل هابسبورغ حماة المذهب الكاثوليكي، ومع انتشار حركات الإصلاح البروتستانتي قامت الكنيسة الكاثوليكيَّة بالإصلاح المضاد، ووصل اليسوعيين إلى البلاد ولعبوا دورًا برفع مستوى التعليم في البلاد؛ على سبيل المثال قام اليسوعيين بتأسيس مدارس في ترنافا في 1555 لتدريب جيل جديد من رجال الدين الكاثوليك. كما أتقن التلاميذ اللغات المستخدمة في «المجر الملكيَّة»، وبالتالي كان هناك دائما مدرس يتحدث اللغة السلوفاكية. في 1561 دعا رئيس الأساقفة اليسوعيين إلى ترنافا التي يميزها الطابع الديني، من أجل إنشاء مدرسة دينية فيها.

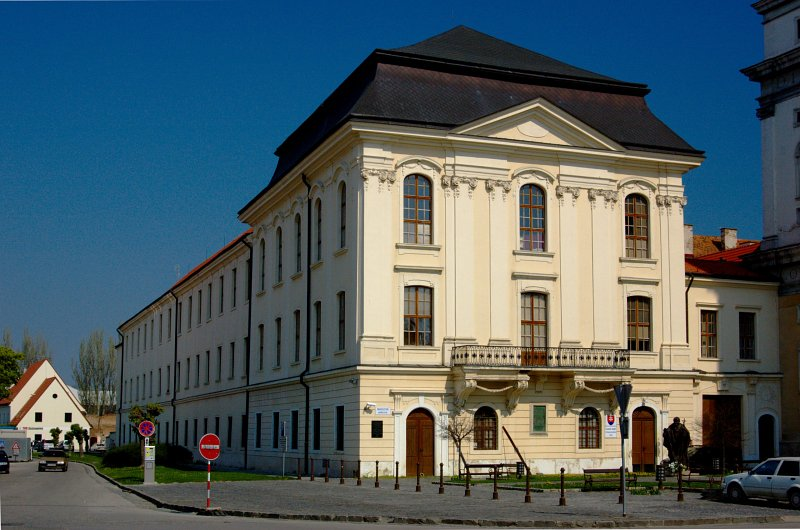
جامعة ترنافا، تأسست على يد اليسوعيين في عام 1635.

بدأت مرحلة جديدة من الإصلاح المضاد في يناير من عام 1604 عندما قام جياكومو باربيانو دي بيلجيوجوسو، القائد الإمبراطوري للمجر، بالإستيلاء قسرًا على الكنيسة اللوثرية الرئيسية في مدينة كوسيتش، وسلمها إلى الكاثوليك بمبادرة من الكاثوليك. عندما اعترض اللوثريين أمر الملك رودولف الثاني (1576-1608) بالتأكيد على القوانين المكافحة لحركة الإصلاح البروتستانتي. ونتيجة لذلك، انضم النبلاء البروتستانت إلى الانتفاضة التي بدأت ضد آل هابسبورغ في عام 1604 والتي قادها استفان بوسكاي، وهو كالفيني في مملكة ترانسيلفانيا. وأجبر الملك على التوقيع على معاهدة فيينا في 23 يونيو من عام 1606، والتي منحت حرية الدين للطائفة البروتستانتية.
ساهمت الصراعات الدينية في تطوير التعليم والثقافة. ازدهرت المدارس البروتستانتية في ترنتسين وكوسيتش وليفوتشا وكيماروك وباردجوف وبانسكا بيستريكا في هذه الفترة. على الجانب الكاثوليكي، أسس اليسوعيون مدارس ثانوية في كومارنو، وترينسين وسكاليكا. كما أنشأت الرهبانيات الكاثوليكيَّة منازل جديدة في العديد من المستوطنات. على سبيل المثال، استقر إخوان الرحمة في سبيشسكه بودهرايده في عام 1650، وتولى الكبوشيون الإقامة في بيزينوك في 1674، وفي حين أنه منذ عام 1676 أدارت راهبات أورسولينس مدارس للبنات في براتيسلافا. كان الكتيب البروتستانتي الرئيسي لهذه الفترة، سيثارا سانكتوروم والذي قام بجمعه من قبل جيري تانوفسك، ونشرت في عام 1636. وهو عبارة عن مجموعة من 414 أغنية، منها أربعين مكتوبة باللغة السلوفاكية. نشرت التراتيل الكاثوليكية تحت عنوان كانتوس كاثوليسي في عام 1655، وتم تجميعه من قبل بينيديكت زولسي؛ وبرعاية المطبعة في جامعة ترنافا الكانتونية الكاثوليكية اليسوعية.

### العصور الحديثة

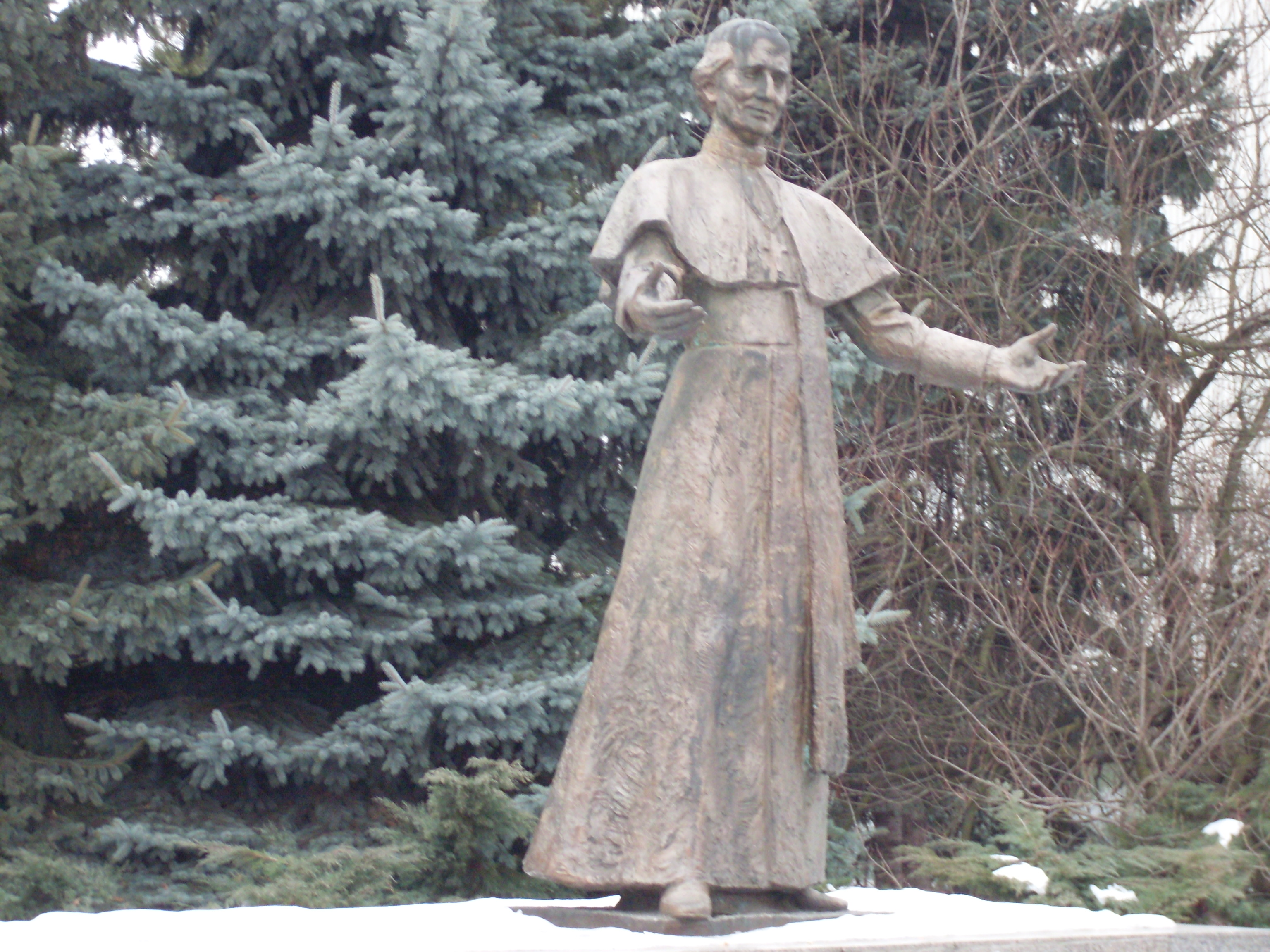
نصب الكاهن أندريه هلينكا في جيلينا، كان واحد من أهم النشطاء السلوفاك في تشيكوسلوفاكيا.

كان أول تدوين للغة الأدبية السلوفاكية من قبل أنطون برنولاك في عقد 1780. وكان مدعومًا من قبل المثقفين الكاثوليك أساسًا، وتركز في مدينة ترنافا. وواصل المثقفون اللوثريون استخدام الشكل السلوفاكي من اللغة التشيكية. وخاصة يان كولار الذي كان من أتباع مفهوم السلافية التي شددت على وحدة جميع الشعوب السلافية. واعتبروا أن التشيك والسلوفاك أعضاء في دولة واحدة وحاولوا رسم اللغات معًا. في الأربعينيات من القرن التاسع عشر، انقسم البروتستانت على نسخة شتور وهي لغة حرفية مطورةّ على أساس اللهجة من وسط سلوفاكيا. وأكد أتباعه هذا التيار على الهوية المستقلة للأمة السلوفاكية وتفرد لغتها. تمت الموافقة أخيرًا على نسخة شتور من قبل كل من الكاثوليك واللوثريين في عام 1847، وبعد عدة إصلاحات، فإنها لا تزال اللغة السلوفاكية الرسمية.
بعد مؤتمر بريشوف عام 1950 عاد قسم آخر من التشيكيين المتكثلكين للأرثوذكسية كهنةً وشعبًا، فنمت كنيسة التشيك وسلوفاكيا الأرثوذكسية بما فيه الكفاية لتكوين أربع أسقفيات محلية وهي أسقفية براغ، وأسقفية أولوموتس، وأسقفية بريشوف وأسقفية ميخالوفتسي. واعترفت عندها الكنيسة الروسية الأرثوذكسية باستقلالية كنيسة تشيكوسلوفاكيا. خلال فترة محاولة التحرر من النظام الشيوعي والتي قاد حركتها ألكسندر دوبتشيك عام 1968، سببت أزمة الهوية بين الأرثوذكسية والتدخل والنفوذ الروسي السوفييتي بخسارة الكنيسة التشيكية الأرثوذكسية لعددٍ كبيرٍ من أتباعها لصالح الكاثوليكية والذين كانوا أساسًا من معتنقيها فيما مضى، فظهرت حينها الكنيسة اليونانية الكاثوليكية بشكل رسمي مسببة تقلص عدد الأرثوذكس في البلاد. على الرغم من أنه في عام 1947 تم إلغاء جميع أشكال التمييز ضد الطوائف الدينية، أصبحت الأنشطة الكنيسة تخضع لإشراف الدولة نتيجة لتطبيق النظام الشيوعي. خلال توحيد تشيكوسلوفاكيا صادرت الحكومة الشيوعية معظم ممتلكات الكنيسة، على الرغم من أن بعضهم عاد لاحقًا. بعد سقوط النظام الشيوعي، لم تعد الدولة تتدخل في شؤون الكنيسة بعد مرور قانون جديد بشأن الدين في عام 1990. بزر تناقص ديني بين الشعب التشيكي والسلوفاكي في تشيكوسلوفاكيا، بينما اتسم الشعب التشيكي تاريخيًّا بالتسامح ولا مبالاة تجاه الدين، كان السلوفاك من المتدينين وأكثر ارتباطًا بالهوية الكاثوليكية.
شهدت سلوفاكيا بعد سقوط الإتحاد السوفياتي وأستقلالها صحوة دينية كبرى إلى جانب روسيا، وأوكرانيا، وبولندا، وصربيا، وكرواتيا، ورومانيا وبلغاريا. وعلى خلاف الشعب التشيكي الذي استم تاريخيًّا بالتسامح ولا مبالاة تجاه الدين، يعتبر السلوفاك أكثر تدينًا. أصبحت كنيسة التشيك وسلوفاكيا الأرثوذكسية مستقلة عن بطريركية القسطنطينية المسكونية عام 1998، وهي مؤلفة من ثلاث أسقفيات يتبع لها أربعة أديرة، وتعتمد هذه الكنيسة التي يقدر عدد أتباعها بمئة وخمسين ألفًا بشكل كبير على البطريركية الروسية. وفقاً لتقرير قام به مركز بيو للأبحاث كانت نسبة السكان المسيحيين في سلوفينيا مستقرة، حيث أظهر الانتماء المسيحي انبعاثًا في بعض البلدان منذ سقوط الاتحاد السوفييتي في عام 1991، وقال حوالي 35% من السلوفاك أن كون المرء مسيحيًا هو جزءًا «هامًا ومركزي» أو إلى «حد ما» من الهوية الوطنية.

## ديموغرافيا
حسب التعداد السكاني لعام 2011 تعتبر الكنيسة الرومانية الكاثوليكية أكبر المذاهب الدينية في البلاد، ويعتنقها 62.0% من مجمل السكان. في حين تبلغ نسبة اللوثريين 5.9% والكاثوليك الشرقيين 3.8% والكالفينيين 1.8%. وفقا لدراسة نُشرت من قبل مركز بيو للأبحاث تربى نحو 84% من السكان على المسيحية، بينما يعتبر الآن 73% من السكان مسيحيين في عام 2017، أي أن حوالي 87% ممن تربوا على المسيحية في سلوفاكيا، يعرفون عن أنفسهم كمسيحيين اليوم. والنسبة المتبقية يعرفون عن أنفسهم غير منسبين لأي دين.

### التعداد السكاني
| الديانة                                         | 1900      | 1900      | 1921      | 1921      | 1930      | 1930      | 1950      | 1950      | 1991      | 1991      | 2001      | 2001      | 2011      | 2011      |
| الديانة                                         | تعداد     | %         | تعداد     | %         | تعداد     | %         | تعداد     | %         | تعداد     | %         | تعداد     | %         | تعداد     | %         |
| ----------------------------------------------- | --------- | --------- | --------- | --------- | --------- | --------- | --------- | --------- | --------- | --------- | --------- | --------- | --------- | --------- |
| المسيحية                                        | 2,640,996 | 94.9      | 2,847,160 | 95.1      | 3,164,448 | 95.2      | 3,414,440 | 99.2      | 3,833,943 | 72.8      | 4,513,025 | 83.8      | 4,073,833 | 75.5      |
| —الكاثوليكية                                    | 2,098,326 | 75.4      | 2,317,247 | 77.4      | 2,592,720 | 78.0      | 2,848,693 | 82.8      | 3,366,116 | 63.8      | 3,927,951 | 73.0      | 3,554,148 | 65.9      |
| ——الكنيسة الرومانية الكاثوليكية                 | 1,900,738 | 68.3      | 2,122,646 | 70.9      | 2,379,984 | 71.6      | 2,623,198 | 76.2      | 3,187,383 | 60.4      | 3,708,120 | 68.9      | 3,347,277 | 62.0      |
| ——الكنيسة السلوفاكية اليونانية الكاثوليكية      | 197,588   | 7.1       | 194,601   | 6.5       | 212,736   | 6.4       | 225,495   | 6.6       | 178,733   | 3.4       | 219,831   | 4.1       | 206,871   | 3.8       |
| —الكنيسة الإنجيلية لإعتراف أوغسبورغ في سلوفاكيا | 392,392   | 14.1      | 383,214   | 12.8      | 398,880   | 12.0      | 443,251   | 12.9      | 326,397   | 6.2       | 372,858   | 6.9       | 316,250   | 5.9       |
| —الكنيسة الكالفينيَّة الإصلاحيَّة                   | 150,278   | 5.4       | 143,705   | 4.8       | 146,256   | 4.4       | 111,696   | 3.2       | 82,545    | 1.6       | 109,735   | 2.0       | 98,797    | 1.8       |
| —كنيسة التشيك وسلوفاكيا الأرثوذكسية             | –         | –         | 2,994     | 0.1       | 9,972     | 0.3       | 7,975     | 0.2       | 34,376    | 0.7       | 50,363    | 0.9       | 49,133    | 0.9       |
| —شهود يهوه                                      | –         | –         | –         | –         | –         | –         | –         | –         | 10,501    | 0.2       | 20,630    | 0.4       | 17,222    | 0.3       |
| طوائف مسيحية أخرى                               | –         | –         | –         | –         | 16,620    | 0.5       | 2,825     | 0.1       | 14,008    | 0.3       | 31,488    | 0.6       | 38,283    | 0.7       |
| مجمل السكان                                     | 2,782,925 | 2,782,925 | 2,993,859 | 2,993,859 | 3,324,000 | 3,324,000 | 3,442,317 | 3,442,317 | 5,274,335 | 5,274,335 | 5,379,455 | 5,379,455 | 5,397,036 | 5,397,036 |

## الطوائف المسيحية

### الكنيسة الكاثوليكية

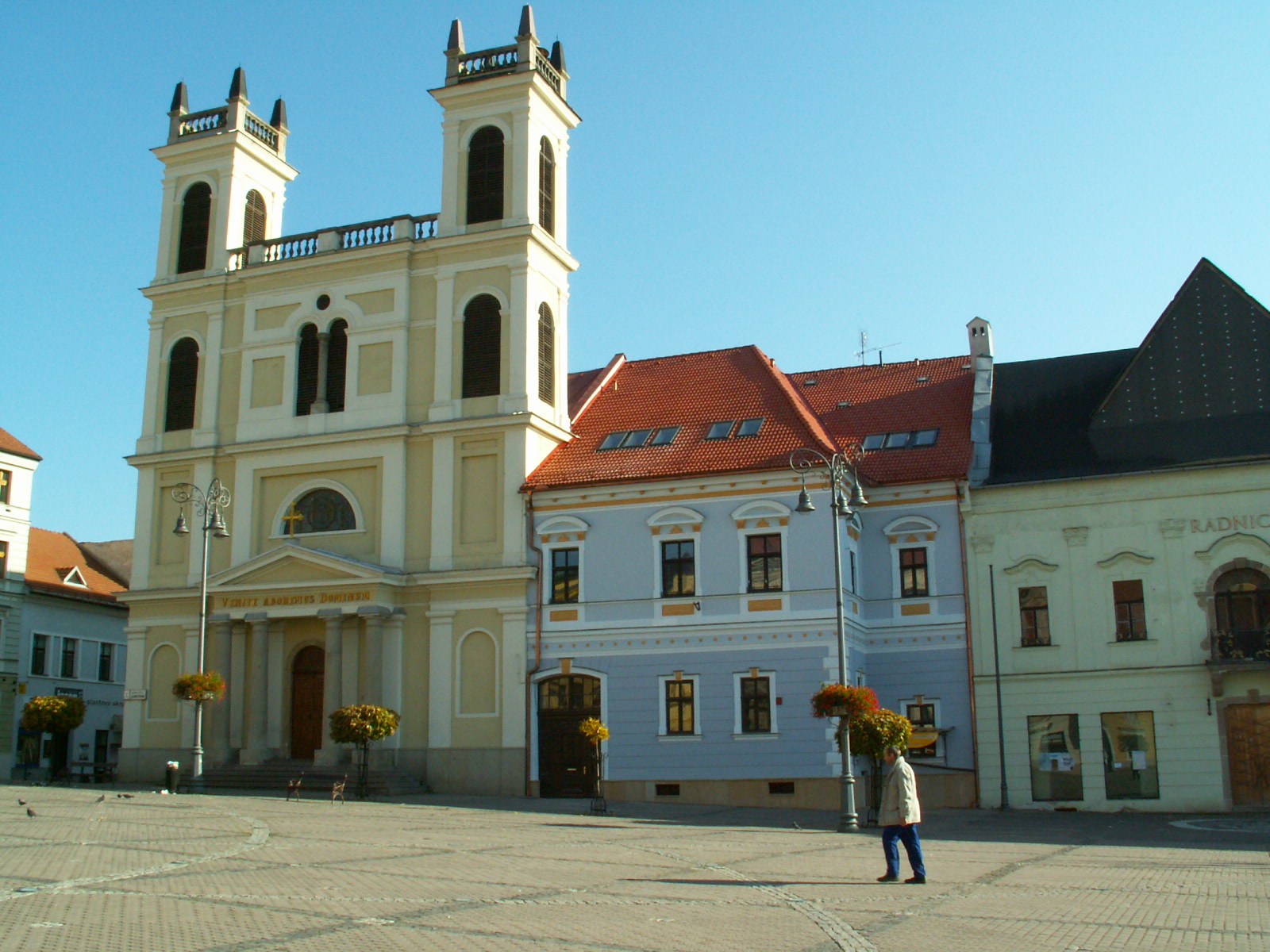
كاتدرائية القديس فرنسيس كسفاريوس في مدينة بانسكا بيستريتسا.

الكنيسة الكاثوليكية السلوفاكية هي جزء من الكنيسة الكاثوليكية العالمية في ظل القيادة الروحية للبابا في روما ومجلس الأساقفة السلوفاكي. يعتنق أغلب السلوفاك المسيحية دينًا على المذهب الروماني الكاثوليكي، وتشير نتائج التعداد السكاني لعام 2011 أن الكنيسة الرومانية الكاثوليكية هي أكبر المذاهب الدينية في البلاد، ويعتنقها 62.0% من مجمل السكان، في حين يُشكل أتباع الكنائس الكاثوليكية الشرقية حوالي 3.8% من السكان. تنقسم الكنيسة الرومانية الكاثوليكية في البلاد إلى ثمانية أبرشيَّات بينها ثلاثة مطرانيّات. عمومًا حوالي ثلث أعضاء الكنيسة هم ممارسين دينيًا ومنتظمون في حضور خدمات الكنيسة. يوفر الكونكوردات مع الكرسي الرسولي الإطار القانوني للعلاقات بين الحكومة والكنيسة الكاثوليكية المحلية والكرسي الرسولي. هناك نتيجة طبيعية تغطي عمل المدارس الدينية الكاثوليكية، وتعليم التربية الدينية الكاثوليكية كموضوع في المدارس الحكومية، والكهنة الكاثوليك الذين يخدمون كقساوسة عسكريين.
يُشكل الكاثوليك البيزنطيين حوالي 3.8% من السكان، وهم عمومًا من السلوفاكيين العرقيين والروثانيين، على الرغم من أن بعض الروثينيين ينتمون إلى الكنيسة الأرثوذكسية الشرقية. يعيش أعضاء الكنيسة المسيحية الإصلاحية بشكل أساسي في الجنوب، بالقرب من الحدود مع المجر، حيث يعيش العديد من المجريين العرقيين. تميل الجماعات الدينية الأخرى إلى الانتشار بالتساوي في جميع أنحاء البلاد. تتميز مدينة ترنافا بطابع كاثوليكي ديني مميز حيث تشتهر المدينة بكثرة الكنائس فيها لذا تلقب بروما سلوفاكيا أو «روما الصغيرة».
تعود بدايات تاريخ المسيحية في سلوفاكيا على الأرجح إلى الفترة التي أعقبت انهيار إمبراطورية آفار أوراسيا في نهاية القرن الثامن. وشهد النصف الثاني من القرن التاسع ازدهار الأول للثقافة المسيحية في الأراضي ما تشكل الآن سلوفاكيا حيث كان تأثير المسيحية على الثقافة المحليّة ذو أثر هام مع وضع القديسين كيرلس وميثوديوس الأبجدية الكيريلية. تلقت الكنيسة الكاثوليكية الدعم من ملوك آل هابسبورغ حماة المذهب الكاثوليكي، ومع انتشار حركات الإصلاح البروتستانتي قامت الكنيسة الكاثوليكيَّة بالإصلاح المضاد، ووصل اليسوعيين إلى البلاد ولعبوا دورًا برفع مستوى التعليم في البلاد، وتطورت في البلاد عمارة مسيحية خلال عصر الإصلاح المضاد.
الوضع الديني في سلوفاكيا يختلف اختلاًفا كبيرًا عن الحالة السائدة في الجمهورية التشيكية المجاورة، التي تتميز بأغلبية ملحدين أو لا دينيَّة. خلال القرن العشرين عانت الكنائس من حملات اضطهاد خلال فترة الحكم الشيوعي وسياسة إلحاد الدولة، لكن شهدت سلوفاكيا بعد سقوط الإتحاد السوفياتي وأستقلالها صحوة دينية كبرى. وعلى خلاف الشعب التشيكي الذي استم تاريخيًّا بالتسامح ولا مبالاة تجاه الدين، يعتبر السلوفاك أكثر تدينًا.

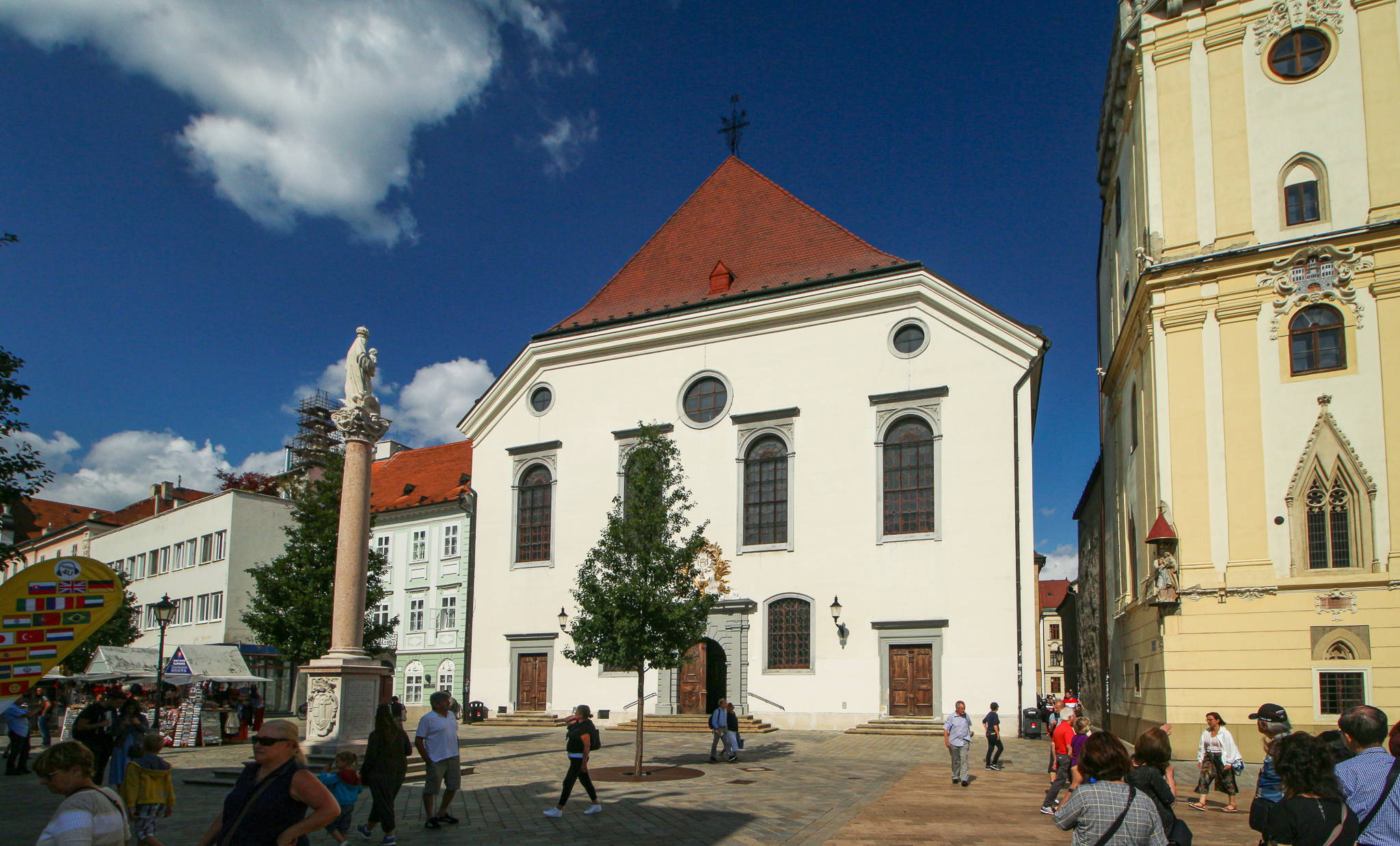
الكنيسة اليسوعية في براتيسلافا
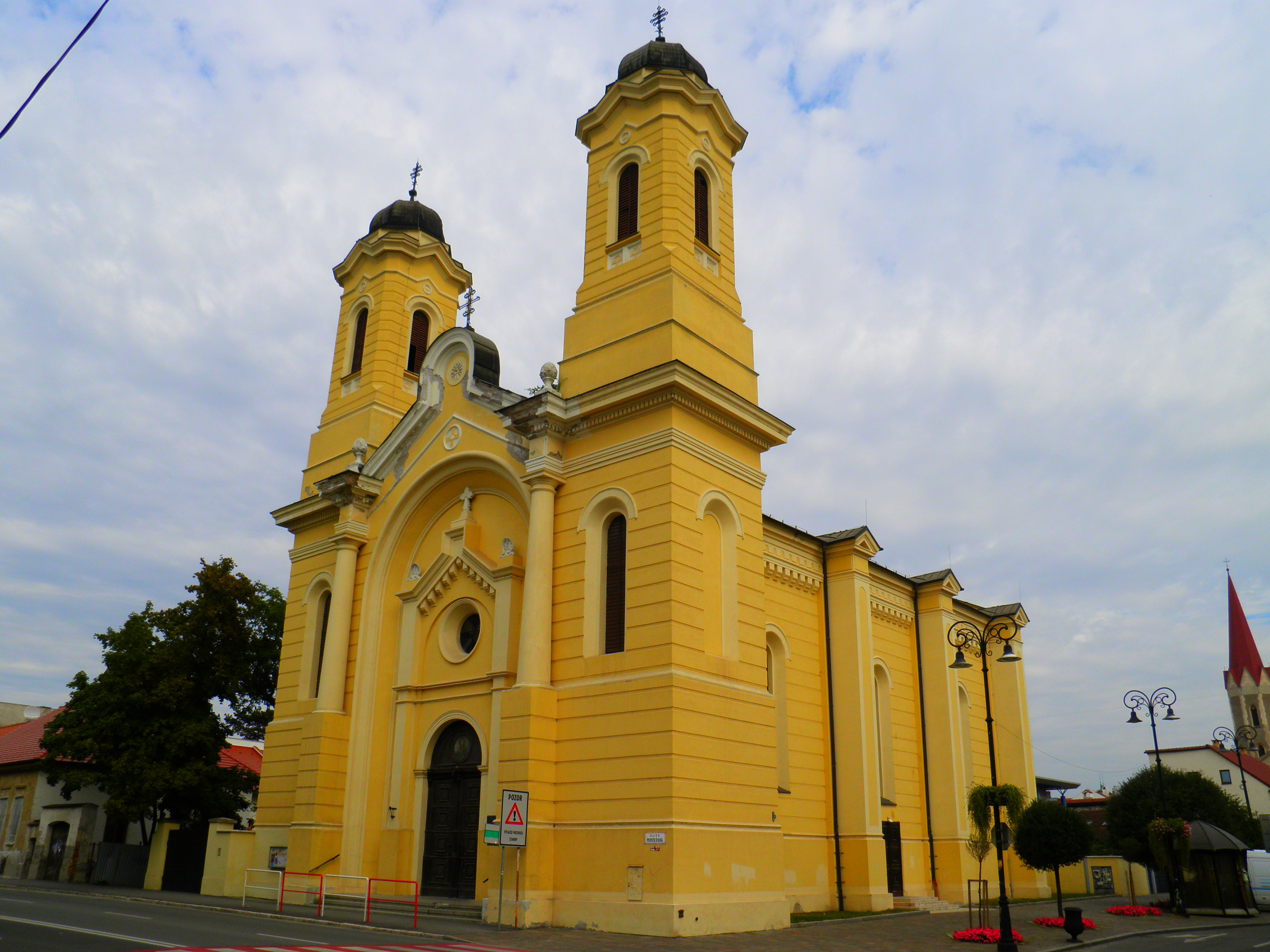
كاتدرائية ميلاد السيدة السلوفاكية الكاثوليكية البيزنطية في كوشيتسه
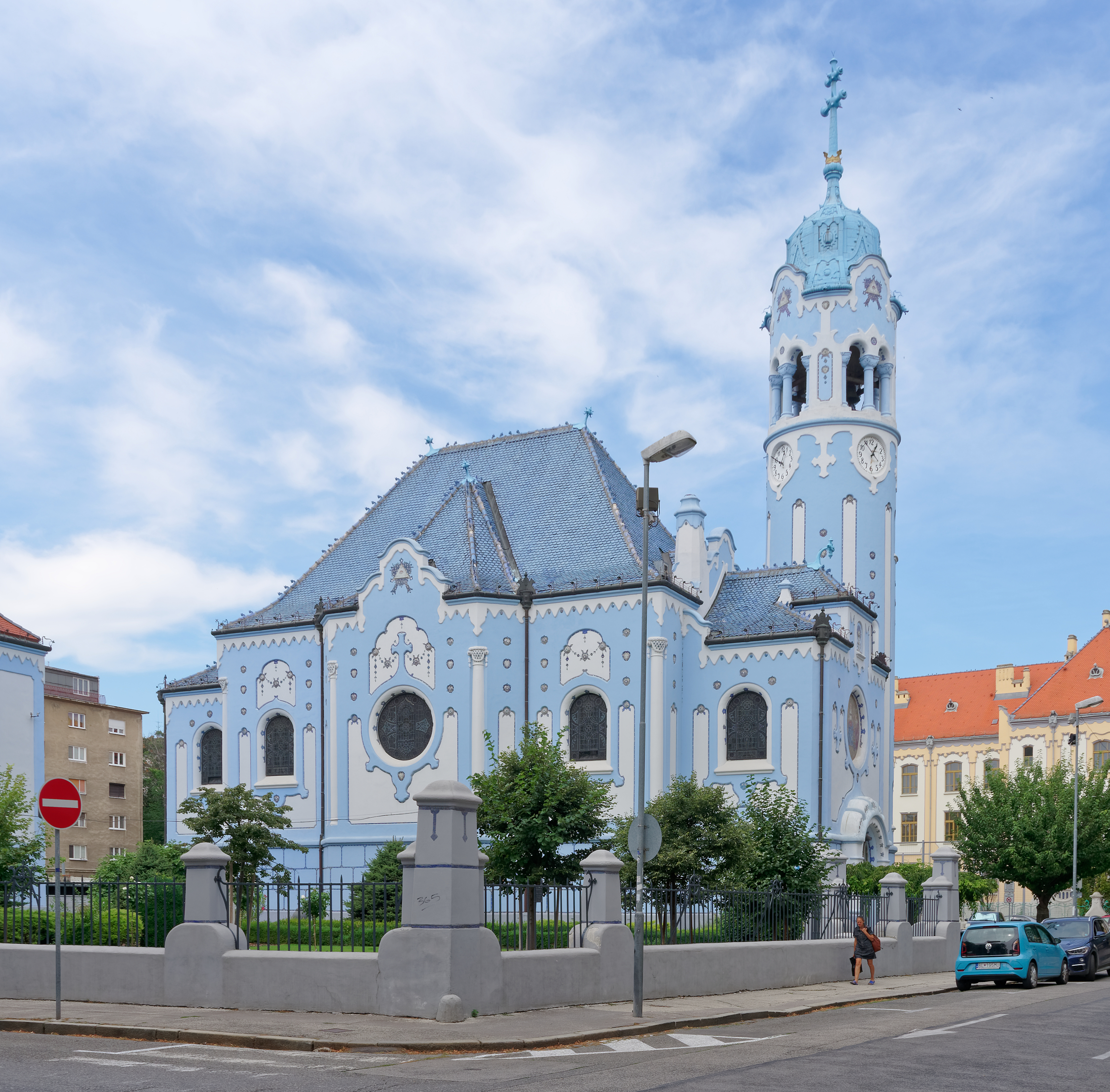
الكنيسة الزرقاء في براتيسلافا
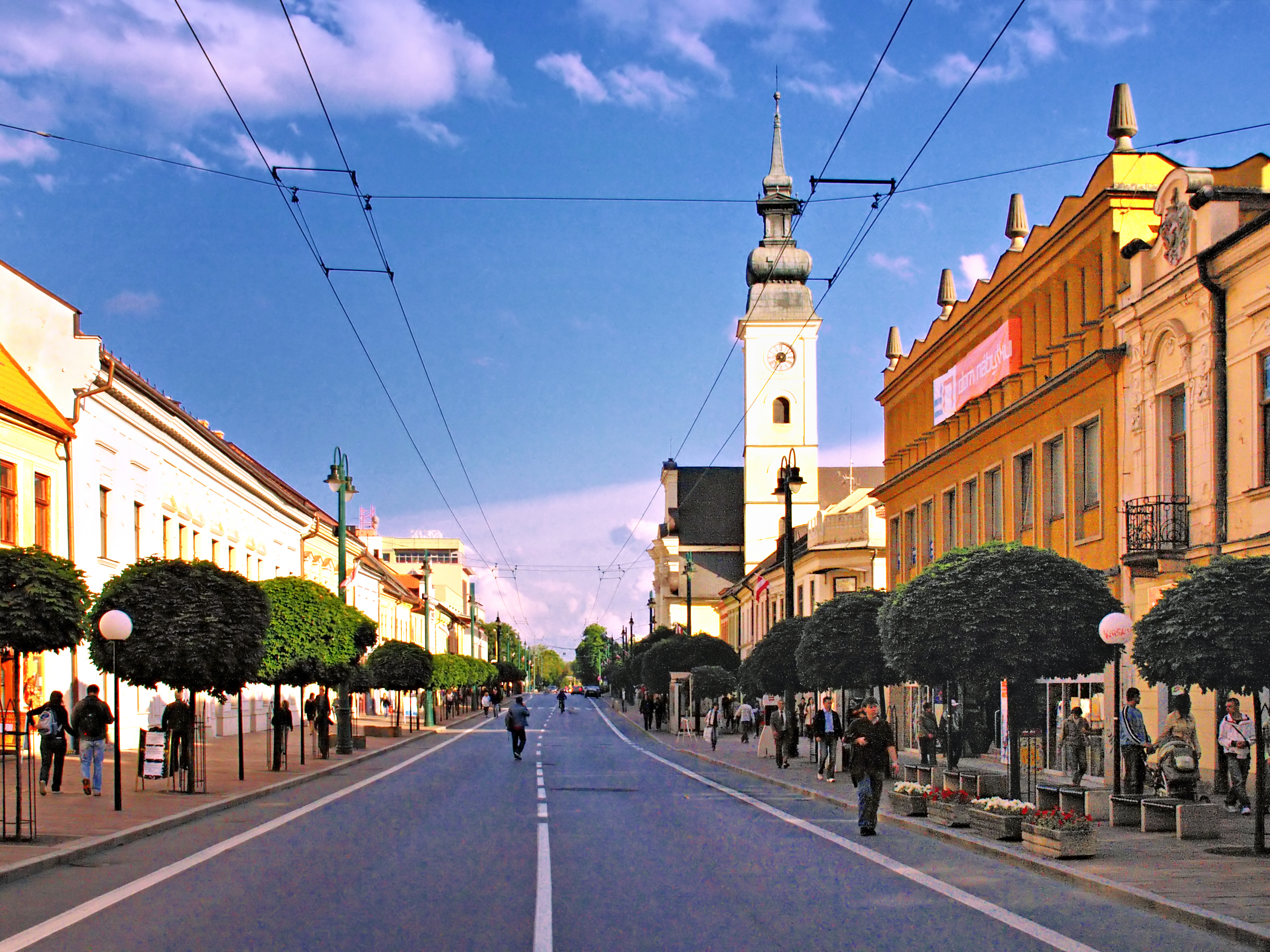
كاتدرائية يوحنا المعمدان السلوفاكية الكاثوليكية البيزنطية في بريشوف
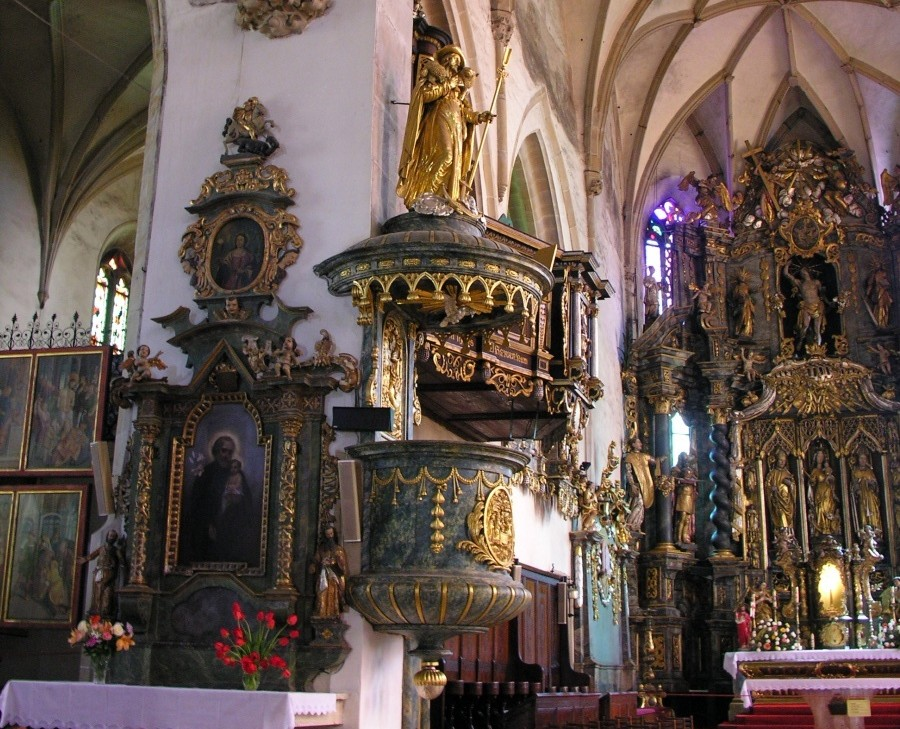
داخل كاتدرائية القديس نقولا في بريشوف

### الطوائف المسيحية الأخرى
حسب التعداد السكاني لعام 2011 تُعتبر البروتستانتية ثاني أكثر المذاهب المسيحية انتشارًا في البلاد، وينتمي أغلب البروتستانت في البلاد إلى المذهب اللوثري والكالفيني، حيث تبلغ نسبة اللوثريين حوالي 5.9% من السكان في حين تبلغ نسبة الكالفينيين حوالي 1.8% من السكان. بالإضافة إلى هذه المذاهب، هناك عدد أقل من أتباع الطوائف البروتستانتية الأخرى المختلفة: المعمدانيين، والسبتيين، وأتباع الكنيسة الرسولية، والإنجيليين، والميثوديين. لعبت الطوائف البروتستانتية دوراً هامًا تطوير التعليم والثقافة وفي تطور اللغة السلوفاكية. يُميل أتباع الكنيسة الإصلاحية الكالفينية في البلاد أن يكونوا مواطنين من أصول مجرية، في حين يميل أتباع الكنيسة اللوثرية أن يكونوا من أصول سلوفاكية.
تصل نسبة أتباع الكنائس المسيحية الآخرى مثل الكنيسة الأرثوذكسية الشرقية إلى 0.9% من السكان ويتواجدون بشكل خاص في المناطق الشرقية من البلاد في روتينيا. وتضم البلاد على أعداد من أتباع الكنيسة الكاثوليكية القديمة.